# Philippe Égalité
Louis Philippe Joseph d'Orléans, duc d'Orléans, francoski plemič in politik, * 13. april 1747, Château de Saint-Cloud, † 6. november 1793, Pariz.
Louis Philippe II. je bil bratranec kralja Ludvika XVI., a je vseeno podprl francosko revolucijo; kljub temu so ga usmrtili.
Njegov sin, Ludvik Filip, je leta 1830 postal kralj Francozov.